# Между небом и землёй (фильм, 2005)
«Между небом и землёй» (англ. Just Like Heaven — «Точно как в раю») — романтический комедийный фэнтезийно-приключенческий фильм, снятый режиссёром Марком Уотерсом по мотивам романа Марка Леви «А если это правда?» (фр. Et si c'était vrai). В главных ролях Риз Уизерспун и Марк Руффало.

## Сюжет
Элизабет Мастерсон крайне ответственно относится к своей работе в клинике, проводя там почти 24 часа в сутки, чтобы получить постоянную работу, и руководству приходится прямо-таки выгонять её домой. Из-за одержимости работой не складывается её личная жизнь и её сестра Эбби решает познакомить Элизабет с молодым человеком. Элизабет скептично относится к этому, хотя всё же соглашается поехать на свидание, но из-за переутомления теряет контроль над дорогой и попадает в аварию.
Молодой ландшафтный архитектор Дэвид Эббот, недавно ставший вдовцом, после долгих поисков наконец находит подходящую для себя квартиру и переезжает в неё. Тут обнаруживается, что у квартиры уже есть другая хозяйка — девушка-призрак по имени Элизабет. Она потеряла память и не может вспомнить, как стала духом. После безуспешных попыток избавиться друг от друга Элизабет начинает просто играть на нервах нового жильца, а Дэвид безуспешно пытается изгнать её, прибегнув к помощи священников всевозможных религий, колдунов разнообразных культов и так далее. Все идёт кувырком, пока Дэвид не решает выяснить, кто такая Элизабет, почему она его преследует и почему только он может её видеть?
Для начала они пытаются поговорить с соседями, но никто не знает, кто жил в квартире до Дэвида. По стечению обстоятельств Лиззи догадывается, что была врачом. Они узнают, где находится ближайшая больница, которой оказалась больница Сент-Метьюс. Они приезжают туда и узнают, что эта девушка и есть Элизабет Мастерсон. После аварии она впала в кому, но остался последний вопрос — почему её видит только Дэвид? Элизабет решает остаться в больнице со своим телом, а Дэвид уходит. Элизабет от пришедших навестить родственников узнает, что её бывший коллега доктор Раштон предложил сестре Лиззи отключить аппаратуру жизненного обеспечения, так как она уже долгое время проводит в коме (3 месяца) и шансов, что она выживет, очень мало. Элизабет в отчаянии. Она возвращается к Дэвиду и рассказывает, что в любое время может умереть. Дэвид решает ехать к сестре Лиззи Эбби. Элизабет рассказывает ему то, что знают только она и её сестра.
Приехав к Эбби, Дэвид умоляет её не подписывать бумаги, но Эбби уже их подписала. Тогда он рассказывает, что общается с Элизабет, но Эбби, ожидаемо приняв мужчину за психа, бросается на него с ножом и прогоняет. Отчаявшись, призрак Лиззи и Дэвид возвращаются домой и решают провести последний день вместе, попутно признаваясь друг другу в любви. Наутро Дэвид понимает, что не может допустить смерть Элизабет. Он решает украсть её тело и просит о помощи своего друга Джейкоба. Когда они приезжают в больницу, Джей говорит, что был знаком с Элизабет, что именно он устраивал им свидание, которое не состоялось (Элизабет попала в аварию, а Дэвид просто об этом забыл). Теперь они понимают, почему её видит только Дэвид. Они собираются уходить, но им не дают вывезти тело. Охрана хватает Дэвида и Джея, но по случайности дыхательная трубка Лиззи отрывается и она умирает, однако Дэвид, поняв, что нужно делать, целует её. Элизабет возвращается к жизни. После всех событий она совсем не помнит Дэвида и, отчаявшись, он уходит. Скоро Лиззи возвращается в свою квартиру, на крыше которой она видит сад, о котором так давно мечтала (Дэвид был архитектором). Она видит в нëм Дэвида, ведь он разбил этот сад для неё. Лиззи говорит, что где-то его видела, но не помнит где. Дэвид берет её за руку, Лиззи вспоминает всё произошедшее, и они, наконец, воссоединяются в реальной жизни.

## В ролях
| Актёр           | Роль                |
| --------------- | ------------------- |
| Риз Уизерспун   | Элизабет Мастерсон  |
| Марк Руффало    | Дэвид Эбботт        |
| Ивана Милишевич | Катрина             |
| Донал Лог       | Джек Хариски        |
| Дина Спайби     | Эбби Броуди         |
| Бен Шенкман     | доктор Бретт Раштон |
| Джон Хидер      | Дэррил              |
| Кэролайн Аарон  | Грэйс               |
| Розалинд Чао    | Фрэн                |
| Рон Канада      | доктор Уолш         |

## Награды и номинации
- 2006 — премия «Teen Choice Awards» в категории «Movies — Choice Chick Flick».
- 2006 — номинация на премию «Teen Choice Awards» в категории «Movies — Choice Actor: Comedy» (Джон Хидер).